# Pierre Braunberger
Pierre Raymond Maurice Braunberger (París, 29 de juliol de 1905 - Aubervilliers, 16 de novembre de 1990) va ser un productor i actor de cinema francès.

## Biografia
Nascut en una família de metges, als set anys ja estava decidit a no tenir la mateixa vida que el seu pare i a no assumir la medicina com a carrera. Va veure una projecció de Fantomas al Teatre Gaumont, el primer cinema que es va obrir a París, i va decidir treballar al cinema.
Després de la Primera Guerra Mundial, als 15 anys, va produir i dirigir la seva primera pel·lícula: Frankfurt a Alemanya. Va marxar per successives aventures a Berlín, i als establiments Brocklis de Londres, on va treballar.
El 1923, va marxar a Nova York, on va treballar unes setmanes a Fox Film Corporation i es va convertir en director de producció juntament amb Ferdinand H. Adam on també va treballar en pel·lícules amb Frank Merrill.
En el transcurs de les seves pel·lícules a Los Angeles, va conèixer a Irving Thalberg qui el va contractar a Metro-Goldwyn-Mayer com un dels seus ajudants. Hi va romandre allà durant divuit mesos i va establir contactes amb un dels màxims directors de l'època.
Com que volia dirigir i produir a França, va tornar a París i va conèixer a Jean Renoir, amb qui va treballar a Avec qui il va tourner, La Fille de l'eau, Nana i Tire-au-flanc.
El 1929 Pierre Braunberger va crear Productions Pierre Braunberger i Néofilms per a la producció de la seva primera pel·lícula francòfona (La route est belle de Robert Florey).
El 1930 Pierre Braunberger, es va convertir en cap del Cinema Pantheon i hi va continuar durant seixanta anys. Va renovar el vestíbul, va crear 450 seients i va instal·lar projectors i equips de so Western Electric. Tot i que encara no s'havien inventat els subtítols, va ser el primer a mostrar pel·lícules estrangeres en les seves versions originals.
Un any després, es va reunir amb Roger Richebé per produir amb el nom d'Établissements Braunberger-Richebé. Es van produir poques pel·lícules, com le Blanc et le noir de Robert Florey, La Chienne de Jean Renoir, i La Petite Chocolatière i Fanny de Marc Allégret. El 1933, només amb 28 anys, va decidir continuar en solitari i va formar els estudis de Billancourt, que esdevingueren Paris-Studio-Cinéma. Durant la Segona Guerra Mundial no va poder produir cap pel·lícula per la seva condició de jueu.
Al final de la Segona Guerra Mundial, Pierre Braunberger va transformar una oficina local de la Gestapo en el Cinema Studio "Studio Lhmond", que va utilitzar per descobrir nous talents de la "nouvelle vague", com Jean-Pierre Melville, Jean-Luc Godard i Alain Resnais.
El 1966 va ser el cap del jurat al 16è Festival Internacional de Cinema de Berlín. Va morir el 1990.

## Filmografia
- 1927: La P'tite Lili d'Alberto Cavalcanti
- 1927: Yvette d'Alberto Cavalcanti
- 1927: Sur un air de charleston de Jean Renoir
- 1929: Tire-au-flanc de Jean Renoir
- 1929: La Malemort du Canard (La Ballade du canard)
- 1930: La route est belle
- 1930: L'Homme qui assassina
- 1930: La Donna di una notte
- 1930: La Femme d'une nuit
- 1931: On purge bébé de Jean Renoir
- 1931: La Chienne de Jean Renoir
- 1932: L'Amour à l'américaine
- 1933: Tire-au-flanc de Henry Wulschleger
- 1934: Sans famille de Marc Allégret
- 1936: Partie de campagne de Jean Renoir
- 1937: Forfaiture de Marcel L'Herbier
- 1937: Le Gagnant (pel·lícula de 1937) (moyen métrage)
- 1947: Van Gogh d'Alain Resnais
- 1947: Paris 1900
- 1948: Les Actualités burlesques de Gilles Margaritis
- 1950: Le Trésor des Pieds-Nickelés
- 1950: Toulouse-Lautrec
- 1950: Histoire des pin-up girls
- 1950: Guernica
- 1950: Gauguin
- 1950: Le Tampon du capiston
- 1951: Station mondaine
- 1951: Palais royal
- 1951: La Course de taureaux
- 1951: Le Dictionnaire des pin-up girls
- 1951: L'Art du haut-rhénan
- 1951: Bertrand cœur de lion
- 1951: La Vie de Jésus de Marcel Gibaud
- 1952: En quête de Marie
- 1952: Avec André Gide de Marc Allégret
- 1952: Le Crime du Bouif
- 1952: Jocelyn de Jacques de Casembroot
- 1953: Chagall
- 1953: Julietta
- 1954: Croissance de Paris
- 1954: Ballade parisienne
- 1955: Visages de Paris de François Reichenbach
- 1955: Une lettre pour vous
- 1955: New York ballade de François Reichenbach
- 1955: Impressions de New York de François Reichenbach
- 1956: Toute la mémoire du monde
- 1956: Houston, Texas de François Reichenbach
- 1956: Le Grand Sud
- 1956: Le Coup du berger
- 1956: Les Abeilles
- 1958: Moi un noir de Jean Rouch
- 1958: Elèves-maîtres
- 1958: Le Chant du styrène d'Alain Resnais (curtmetratge)
- 1958: Ces gens de Paris
- 1958: Bonjour, Monsieur La Bruyère
- 1958: Au bon coin
- 1958: L'Américain se détend de François Reichenbach
- 1959: Tous les garçons s'appellent Patrick o Charlotte et Véronique (curtmetratge)
- 1960: L'amour existe de Maurice Pialat (curtmetratge)
- 1960: L'Eau à la bouche
- 1960: L'Amérique insolite de François Reichenbach
- 1960: Tirez sur le pianiste de François Truffaut
- 1960: Charlotte et son jules de Jean-Luc Godard (curtmetratge)
- 1961: Cuba si de Chris Marker
- 1961: Une histoire d'eau de Jean-Luc Godard (curtmetratge)
- 1961: La Pyramide humaine de Jean Rouch
- 1962: Un cœur gros comme ça de François Reichenbach
- 1962: La Dénonciation
- 1962: La Punition de Jean Rouch
- 1962: Vivre sa vie de Jean-Luc Godard
- 1962: L'Amour avec des si de Claude Lelouch
- 1963: Delphica
- 1964: La Femme spectacle
- 1964: La Fleur de l'âge, ou Les adolescentes
- 1964: De l'amour de Jean Aurel
- 1965: Le Bestiaire d'amour de Gérald Calderon
- 1965: L'Affaire de poissons
- 1966: Lumière
- 1966: Martin soldat de Michel Deville amb Robert Hirsch
- 1967: L'Affaire de la rue de Chantilly (telefilm)
- 1968: Je vous salue Paris de François Reichenbach (curtmetratge)
- 1968: Erotissimo de Gérard Pirès amb Annie Girardot
- 1969: L'Astragale
- 1969: Libre de ne pas l'être de Jean-Pierre Lajournade
- 1969: Le Droit d'asile
- 1969: Cinéma-Cinéma de Jean-Pierre Lajournade
- 1969: Le Deuxième Ciel de Louis-Roger
- 1970: Trois hommes sur un cheval de Marcel Moussy amb Robert Dhéry
- 1970: Les voisins n'aiment pas la musique, curtmetratge de Jacques Fansten
- 1970: La Fin des Pyrénées de Jean-Pierre Lajournade
- 1970: En attendant l'auto...
- 1970: Chambres de bonne
- 1970: Êtes-vous fiancée à un marin grec ou à un pilote de ligne ? de Jean Aurel amb Jean Yanne
- 1971: LTo Catch a Spy de Dick Clement amb Kirk Douglas
- 1971: Le Laboratoire de l'angoisse
- 1971: La Cavale
- 1971: Fantasia chez les ploucs de Gérard Pirès amb Lino Ventura
- 1971: Petit à petit de Jean Rouch
- 1972: Je, tu, elles...
- 1972: On n'arrête pas le printemps de René Gilson
- 1972: Elle court, elle court la banlieue de Gérard Pirès amb Marthe Keller
- 1974: Défense d'aimer
- 1974: Comment réussir quand on est con et pleurnichard
- 1974: Comme un pot de fraises de Jean Aurel amb Jean-Claude Brialy
- 1975: Émilienne
- 1975: L'Agression de Gérard Pirès amb Jean-Louis Trintignant
- 1975: Attention les yeux ! de Gérard Pirès amb Claude Brasseur
- 1977: Le Risque de vivre de Gérald Calderon amb Michael Lonsdale
- 1979: L'Armoire
- 1979: Collections privées
- 1986: Dionysos
- 1989: Aller à Dieppe sans voir la mer
- 1990: Les Chevaliers de la Table ronde (pel·lícula de 1990) de Denis Llorca
- 1991: D'abord la vie, ensuite les triomphes de Lucien Clergue

## Premis
- Premis César: César d'honor, 1980